# Жирак
Жирак (укр. Жирак) — река на Украине, протекает по территории Кременецкого района Тернопольской области. Правый приток Горыни (бассейн Днепра).
Длина реки 30 км. Площадь водосборного бассейна 561 км². Уклон 0,2 м/км. Долина трапециевидная, неглубокая, склоны пологие, распаханы. Пойма двусторонняя, шириной 200—300 м, местами заболочена. Русло шириной 3-20 м, в низовьях до 15-20 м. Питание смешанное. Замерзает в декабре, вскрывается в конце марта. Используется для хозяйственных нужд.
Берёт начало из источников возле села Шилы. Течёт в основном в северо-восточном направлении. Впадает в Горынь на северной окраине села Грибова.
Основные правые притоки — Жердь и Бугловка.